# ディサポイントメント湖
座標: 南緯23度30分 東経122度50分 / 南緯23.500度 東経122.833度

地図

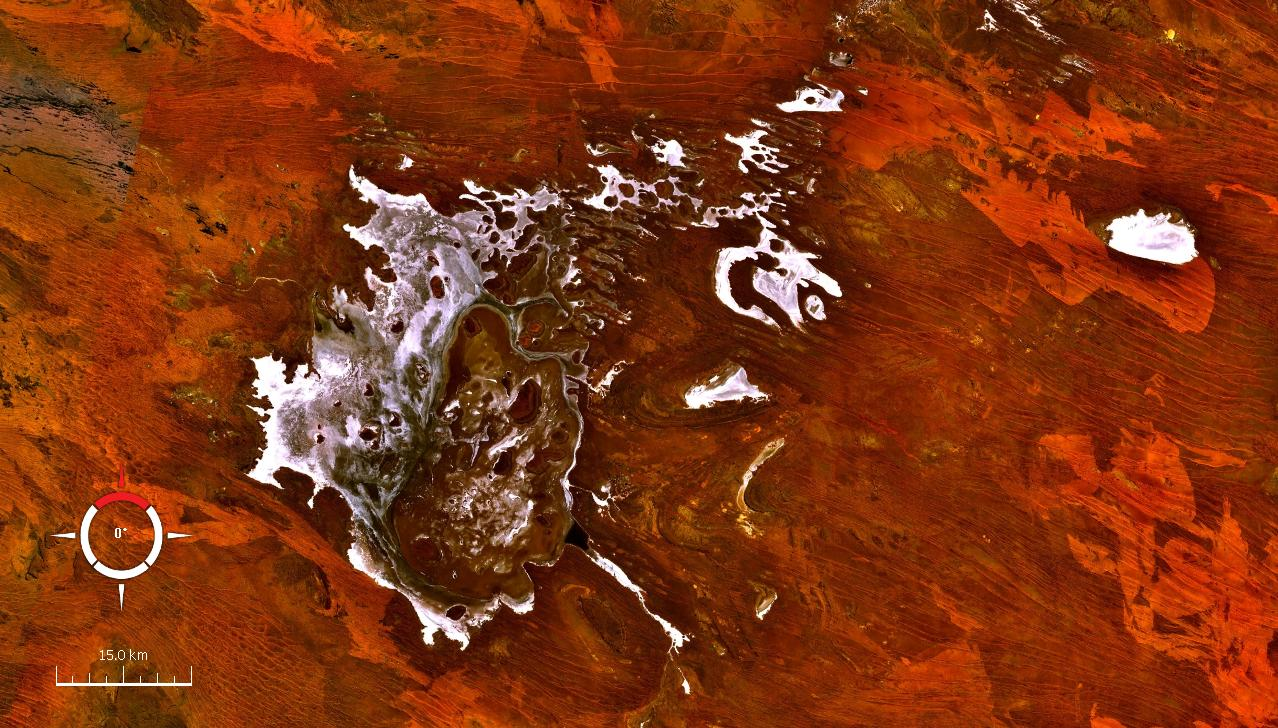
ディサポイントメント湖

ディサポイントメント湖 (Lake Disappointment) は、西オーストラリア州のギブソン砂漠にある塩湖。一時湖である。
ディサポイントメント湖の名前となっている"Disappointment"には、『失望させる、落胆』という意味があり、この名前は1887年に探検家フランク・ハン(Frank Hann)によって名付けられた。彼がピルバラの東とルダル川の周辺を探検しているとき、その地域で内陸を流れる小川に気付き、大きな淡水湖があると予期してその流れについていった。そこで彼はその湖が塩でできていることに気付き、それが彼にとっての失望であった。
この湖は様々な種類の水鳥の生息地になっている。